# Euphorbia brevitorta
Euphorbia brevitorta ist eine Pflanzenart aus der Gattung Wolfsmilch (Euphorbia) in der Familie der Wolfsmilchgewächse (Euphorbiaceae).

## Beschreibung
Die sukkulente Euphorbia brevitorta entspringt einer großen, knolligen Wurzel und wächst mit dicht stehenden Zweigen, klumpenbildend bis 15 Zentimeter hoch und 15 bis 100 Zentimeter im Durchmesser erreichend. Die dreikantigen Zweige werden bis 12 Zentimeter lang und 1 bis 2,5 Zentimeter dick. Sie sind in Spiralen verdreht und an den Kanten mit hervortretenden Zähnen in einem Abstand von 0,5 bis 2 Zentimeter zueinander besetzt. Die dreieckigen Dornschildchen werden bis 15 Millimeter lang und 2 Millimeter breit. Gelegentlich sind sie miteinander verwachsen. Es werden Dornen bis 9 Millimeter Länge ausgebildet und auf beiden Seiten der Blütenstände sind weitere, sehr kleine Dornen vorhanden. 
Der Blütenstand besteht aus einzelnen und einfachen Cymen, die sich an 3 bis 5 Millimeter langen Stielen befinden. Die gelben Cyathien werden 6 Millimeter groß und die elliptischen Nektardrüsen stoßen aneinander. Die stumpf gelappte und sitzende Frucht wird etwa 8 Millimeter groß. Sie ist grün gefärbt mit einem purpurfarbenen Überzug. Der nahezu kugelförmige Samen wird knapp 3 Millimeter groß.

## Verbreitung und Systematik
Euphorbia brevitorta ist in Süd- und Zentral-Kenia in Felsspalten auf Hängen in Höhenlagen von 1500 bis 2000 Meter verbreitet.
Die Erstbeschreibung der Art erfolgte 1959 durch Peter René Oscar Bally.